# Asperula hercegovina
Asperula hercegovina är en måreväxtart som beskrevs av Árpád von Degen. Asperula hercegovina ingår i släktet färgmåror, och familjen måreväxter. Inga underarter finns listade i Catalogue of Life.